# ماري بين
ماري بين (بالإنجليزية: Mary Bain)‏ (من مواليد 8 أغسطس 1904 في نيويورك - تُوفيت يوم 26 أكتوبر 1972) وهي لاعبة شطرنج أمريكية.
كانت ماري بين من فئة تشالنجر في بطولة العالم للشطرنج النسوية في عامي 1937 و 1952 وكانت أول امرأة أمريكية تمثل الولايات المتحدة في مسابقة شطرنج منظمة.
حصلت بين على لقب «أستاذ دولي في (الشطرنج)» في عام 1952 ومثلت بلدها في أولمبياد الشطرنج لعام 1963 الذي أقيم في سبليت.
في البطولات الدولية، احتلت المركز الخامس في ستوكهولم 1937 (الفائزة الأولى كانت: فيرا مينشيك) والمركز الرابع عشر في موسكو عام 1952 (الفائزة الأولى كانت: إليزافيتا بيكوفا).
فازت ماري بين ببطولة الولايات المتحدة للشطرنج للسيدات عام 1951.

## روابط خارجية
- ماري بين على موقع مباريات الشطرنج (الإنجليزية)
- ماري بين على موقع 365Chess.com (الإنجليزية)
- ماري بين على موقع Chesstempo.com (الإنجليزية)
- ماري بين سجل أولمبياد الشطرنج للسيدات على موقع OlimpBase.org (الإنجليزية)